# Нордштадт (Карлсруэ)
Нордштадт (нем. Nordstadt) —  это самый молодой район города Карлсруэ. Он сформирован лишь в 1996 году, в основном на базе недвижимости, оставшейся от 7-й американской армии. Расположен в северной части города и граничит с городскими районами Остштадт на востоке, Инненштадт-Вест на юго-востоке, Вестштадт на юге,  Нордвестштадт на западе, и Нойройт на севере.

## История
На севере района находятся бывшие военные казармы (Smiley Barracks) построенные в 1937 году, которые теперь арендуются под жилые помещения, а также используются общественными учреждениями. Наряду с ними были построены новые ряды домов, вплоть до границы с городским районом Нойройт.
Нордштадт географически тонкий и вытянутый район, на востоке он граничит с лесами Хардтвальда.
Середина района Нордштадт образует жилой квартал, построенный с 1951 года и названный в честь Пола Ревира (Paul Revere Village), окруженный лесной полосой с площадками для игр. Дома были модернизированы и дополнены надстройками и несколькими новыми зданиями. В этой области находятся также учебные заведения, школа Мэриленда и частная гимназия Хайзенберг (Heisenberg).
На юге было поселение Хардтвальд с 1920-х годов, которое раньше находилось в составе городского района Вестштадт. Здесь также расположена построенная в 1971 году новая синагога Карлсруэ.

## Экономика и инфраструктура
На западном краю района, на территории вдоль заброшенных аэродромов, которая сейчас стала заповедником, расположены коммерческие организации и Объединённая Высшая школа Баден-Вюртемберга в Карлсруэ, сочетающая в себе функции академии и профессионального училища.
Нордштадт  является главным образом жилым районом и имеет несколько подъездных дорог к транспортным магистралям города.
С 2006 году был открыт трамвайный маршрут, который строился вдоль Эрцбергерштрассе на базе длинного маршрута заброшенной приостановленной трассы железнодорожной  дороги Рейна.

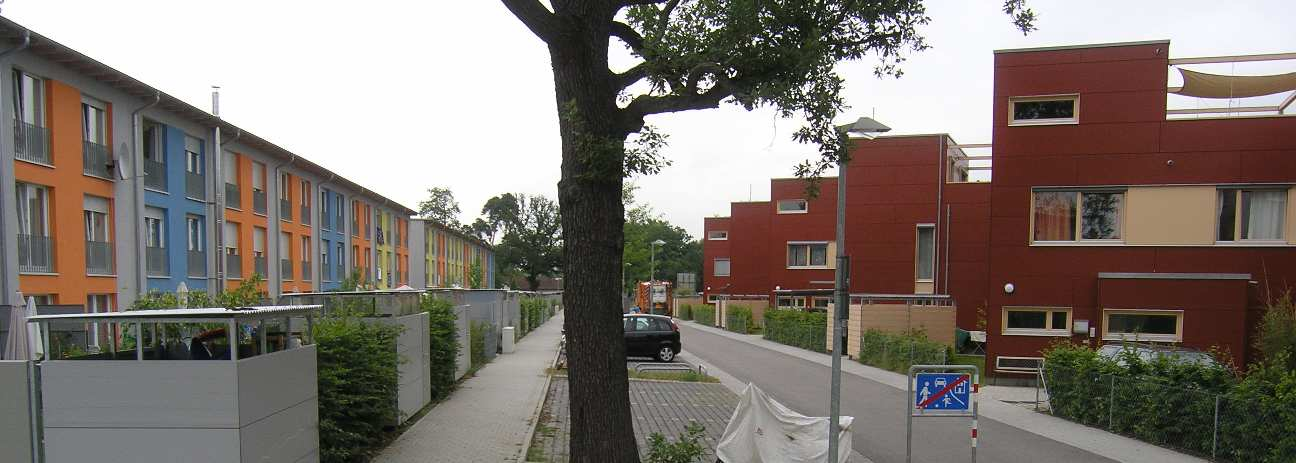
:Жилой район «Smiley West» (Леголанд)
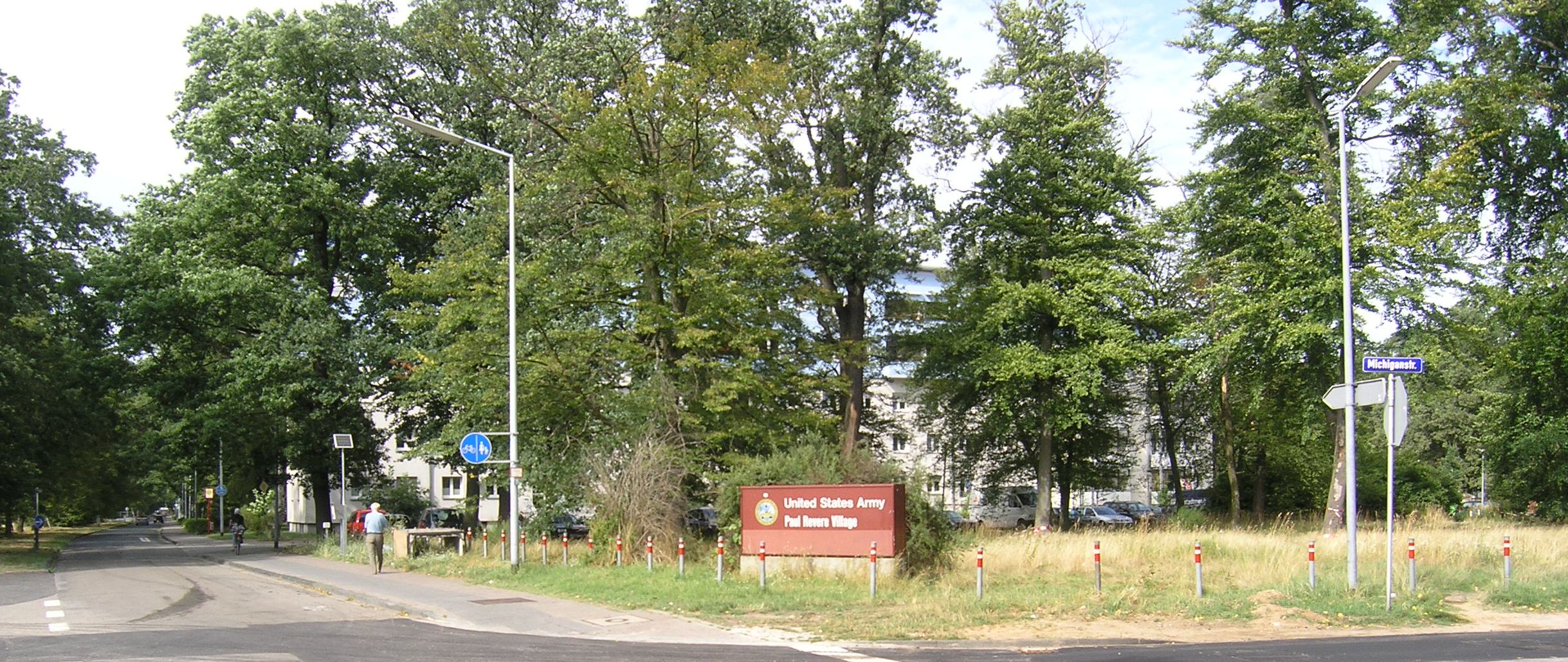
Участок «Пол-Ревир-Виллидж»
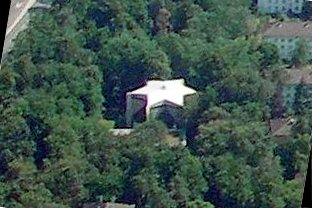
Синагога Карлсруэ с высоты птичьего полёта
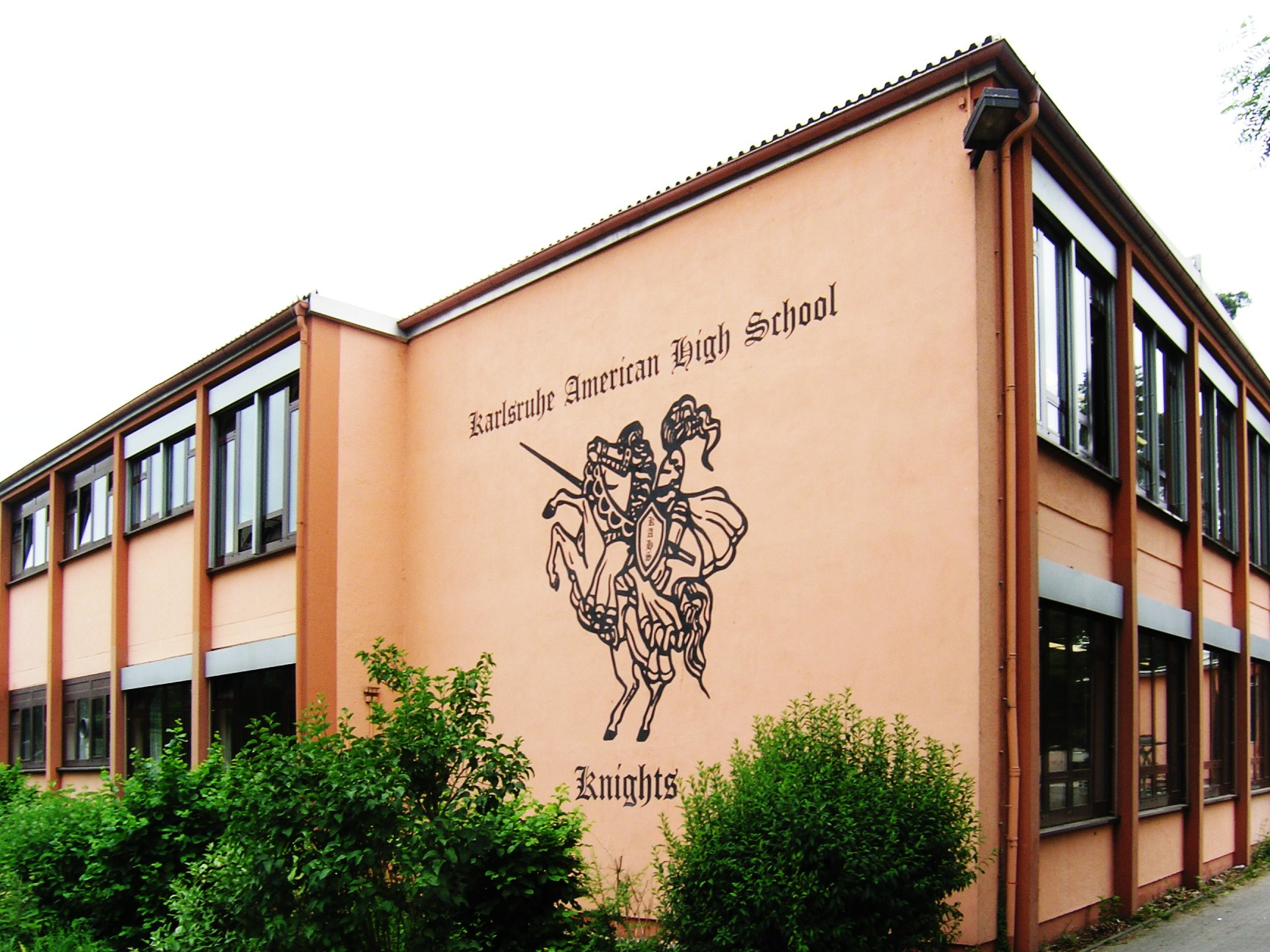
Бывшая американская школа, в настоящее время Хайзенберг-гимназия